# هاري ميلانزي
هاري ميلانزي (بالإنجليزية: Harry Milanzi)‏ (مواليد 13 مارس 1978) لاعب كرة قدم زامبي دولي يجيد اللعب في مركز الهجوم . يلعب حاليا لصالح نادي أول اغسطس الأنغولي منذ سنة 2005 .

## روابط خارجية
- هاري ميلانزي على موقع الاتحاد الدولي (مؤرشف)  (الإنجليزية)
- هاري ميلانزي على موقع قاعدة بيانات كرة القدم.إي يو (الإنجليزية)
- هاري ميلانزي على موقع ناشيونال فوتبول تيمز (الإنجليزية)
- هاري ميلانزي على موقع Soccerway.com (الإنجليزية)
- هاري ميلانزي على موقع عالم كرة القدم.نت (الإنجليزية)